# Taraxacum obliquilobum
Taraxacum obliquilobum — вид квіткових рослин з родини айстрових (Asteraceae). Вид зростає в Європі: Естонія, Латвія, Бельгія, Данія, Фінляндія, Франція, Німеччина, Нідерланди, Північноєвропейська Росія, Норвегія, Польща, Швеція, Швейцарія; інтродукований до Великої Британії; це багаторічна рослина помірних біомів.